# Rudolf Ramek
Rudolf Ramek fue un político socialcristiano austriaco que fungió como canciller entre octubre de 1924 y octubre de 1926.

## Gobierno
Sucedió en el cargo a Ignaz Seipel al frente de un gabinete menos centralista y en el que los socialcristianos de las provincias tenían más poder. Logró mantenerse al frente del Gobierno dos años, caracterizados tanto por la aprobación de algunas importantes medidas legislativas como por los periódicos escándalos financieros en los que se vieron envueltos algunos destacados correligionarios suyos.
Incapaz de poner fin al estancamiento económico en el que se hallaba la república y al escaso crecimiento que impedía solucionar el gran problema de paro del país, acabó dimitiendo en octubre de 1926. Seipel volvió a asumir entonces la Presidencia del Gobierno.